# Port lotniczy San Rafael
Port lotniczy San Rafael (IATA: AFA, ICAO: SAMR) – port lotniczy położony 7 km na północ od San Rafael, w prowincji Mendoza, w Argentynie.

## Linie lotnicze i połączenia
- Aerolíneas Argentinas (Buenos Aires-Jorge Newbery)